# مولاي أحمد الشريف
مولاي أحمد الشريف  (بالإنجليزية: MOULAY AHMED CHERIF) هي جماعة قروية تابعة لإقليم الحسيمة ضمن جهة طنجة تطوان الحسيمة بالمغرب. بلغ مجموع عدد سكان المنطقة حسب إحصاءات 2004 حوالي 9673 نسمة يعيشون في 1292 أسرة.

## إحصاء عام
| السنة | عدد السكان | عدد الأسر | عدد الأجانب |
| ----- | ---------- | --------- | ----------- |
| 1994  | 8249       | 1084      | °°°°        |
| 2004  | 9673       | 1292      | 0           |